# Tracy Chapman
Tracy Chapman (ur. 30 marca 1964 w Cleveland) – amerykańska piosenkarka i kompozytorka.
Najbardziej znana jest z przebojów „Baby Can I Hold You”, „Talkin’ Bout a Revolution”, „Fast Car” i „Give Me One Reason”.

## Życiorys
Chapman nauczyła się grać na gitarze w dzieciństwie. Wzięła udział w programie A Better Chance, mającym na celu wyselekcjonowanie utalentowanych ciemnoskórych uczniów z całego kraju. Została przyjęta do Wooster School w Connecticut, wreszcie rozpoczęła studia na Tufts University w Medford w Massachusetts. W maju 2004 r. Tufts uhonorowało ją tytułem doktora honoris causa sztuk pięknych za zasługi jako świadomą i artystycznie spełnioną artystkę.
W czasie studiów zaczęła występować w klubach i kawiarniach. Wkrótce podpisała kontrakt z wytwórnią płytową Elektra Records. Pierwszy album zatytułowany Tracy Chapman wydała w 1988 r., zdobywając popularność publiczności i uznanie krytyków.
Po jej występie na koncercie z okazji siedemdziesiątych urodzin Nelsona Mandeli w czerwcu 1988 r., singiel „Fast Car” zaczął piąć się do góry na amerykańskich listach przebojów. Jej pierwszy album zdobył status platynowej płyty i 4 nagrody Grammy, w tym dla najlepszego nowego artysty (Best New Artist).
Jej drugi album Crossroads z 1989 r. nie zdobył już takiej popularności, a jej trzecia płyta Matters of the Heart (1992) przeszła prawie bez echa. Chapman osiągnęła status kultowej wśród małej, ale oddanej grupy słuchaczy.
Płyta New Beginning wydana w roku 1995 sprzedała się w 3 milionach egzemplarzy w USA i przyniosła przebój „Give Me One Reason”, który zdobył Grammy w kategorii Best Rock Song.
Piątym albumem był Telling Stories wydany w 2000 r., na którym pojawiło się więcej brzmień rockowych niż folkowych. Kolejnym albumem był Let It Rain z 2002 r., promowany na trasach koncertowych w USA i Europie w roku 2003. Where You Live to siódmy studyjny album Tracy Chapman; ujrzał światło dzienne we wrześniu 2005 r. Na tej płycie dzięki współpracy z Chadem Blake’em muzyka Tracy zyskała nowocześniejsze brzmienie. W listopadzie 2008 roku ukazał się najnowszy album artystki, zatytułowany Our Bright Future.

## Dyskografia
- Tracy Chapman (1988)
- Crossroads (1989)
- Matters of the Heart (1992)
- New Beginning (1995)
- Telling Stories (2000)
- Collection (2001) – album kompilacyjny
- Let It Rain (2002)
- Where You Live (2005)
- Our Bright Future (2008)
- Greatest Hits (2015) – album kompilacyjny